# سیارک ۲۹۶۷۴
سیارک ۲۹۶۷۴ (به انگلیسی: 29674 Rausal، نامگذاری:1998XO12) بیست و نه هزار و ششصد و هفتاد و چهارمین سیارک کشف شده‌است که در ۱۵ دسامبر ۱۹۹۸ کشف شد.